# اوسی‌ان
اوسی‌ان (انگلیسی: OCN، که در اصل اوریون سینما نتورک بود) یک شبکهٔ فیلم کابلی در سراسر کره جنوبی، متعلق به بخش ئی اند ام سی‌جی ئی‌ان‌ام است.

## لوگوها

- پرونده:OCN 1999.